# Zoophagus tentaculum
Zoophagus tentaculum är en svampart som beskrevs av Karling 1936. Zoophagus tentaculum ingår i släktet Zoophagus och familjen Zoopagaceae.   Inga underarter finns listade i Catalogue of Life.